# Steven Peterson
Steven Peterson är en amerikansk MMA-utövare som sedan 2018 tävlar i organisationen Ultimate Fighting Championship.